# Twisted-Pair-Kabel
Als Twisted-Pair-Kabel, Kabel mit verdrillten Adernpaaren oder Kabel mit verdrillten Doppeladern bezeichnet man in der Telekommunikations-, Nachrichten- und Computertechnik Kabeltypen, in denen die Adern paarweise miteinander verdrillt sind. Adernpaare können mit unterschiedlicher Schlaglänge und unterschiedlichem Drehsinn in einem Kabel verseilt werden, um das Übersprechen zwischen den Adernpaaren zu minimieren. Verdrillte Adernpaare bieten gegenüber parallel geführten Adern einen besseren Schutz gegenüber elektrischen und magnetischen Störfeldern. Durch das Verdrillen der Adernpaare heben sich Beeinflussungen durch äußere Felder größtenteils gegenseitig auf.
Ein elektrisch leitender Schirm, oft aus Aluminiumfolie und/oder Metallgeflecht oder aus Kupfer ausgeführt, bietet zusätzlich Schutz gegen störende äußere elektromagnetische Felder. Twisted-Pair-Kabel ohne Schirm werden als Unshielded Twisted Pair (UTP) bezeichnet. TP-Kabel mit einer Aluminiumfolie als Abschirmung tragen die Bezeichnung F/UTP (Foiled Unshielded Twisted Pair). TP-Kabel mit einem Kupfergeflecht als Abschirmung tragen die Bezeichnung S/UTP (Screened Unshielded Twisted Pair). Es gibt auch Kabel, bei denen die Adernpaare noch einmal gegeneinander abgeschirmt sind; diese werden z. B. mit S/STP (Screened Shielded Twisted Pair) oder S/FTP (Screened Foiled Twisted Pair) bezeichnet.
Verdrillte Adernpaare sind zur symmetrischen Signalübertragung gedacht, die durch ihre Gleichtaktunterdrückung gegenüber Gleichtaktstörungen unempfindlicher ist.
Kabel mit verdrillten Adernpaaren werden schon sehr lange zur Signal- und Datenübertragung eingesetzt, in der Computertechnik anfangs für die parallele Schnittstelle des Druckers, die so genannte Centronics-Schnittstelle. Heute werden entsprechende Kabel für alle Arten der Signalübertragung eingesetzt, u. a. in der Netztechnik z. B. als Ethernet-Kabel oder für die strukturierte Verkabelung oder in der Feldbustechnik.

## Leitungsaufbau

Verdrillte Adernpaare mit Farbfolge nach 25-paarigem Farbcode

Twisted-Pair-Kabel enthalten Adernpaare aus je zwei miteinander verdrillten (englisch twisted) Paaren (englisch pair ‚Paar‘) von Einzeladern.
Details:
- Ader: ist ein kunststoffisolierter Kupferleiter, bei Installations-/Verlegekabeln als starre Ader (Draht) mit einem üblichen Durchmesser von 0,4 mm oder 0,6 mm. Die Standardbezeichnung eines typischen Twisted-pair-Kabels ist dementsprechend 4×2×0,4 oder 4×2×0,6:
  - 4 → Anzahl der Verseilelemente;
  - 2 → Anzahl an Adern pro Verseilelement;
  - 0,6 → Durchmesser einer Ader in mm.

Bei flexiblen Patchkabeln als Litze mit einem üblichen Querschnitt von 0,27 bis 0,33 mm²; die metrisch umgerechneten Leiterquerschnitte beruhen auf dem System American Wire Gauge (AWG). Die üblichen Größen reichen dann von AWG 27 bis AWG 22.
- Paar: Je zwei Adern sind zu einem Paar verdrillt, mehrere Adernpaare im Kabel miteinander verseilt.
- Leiterbündel oder Seele: bezeichnet die im Kabel miteinander verseilten (oft vier) Paare. Bei mehr als einem Adernpaar werden die Schlaglängen unterschiedlich gewählt, um ein Neben-/Übersprechen zu verringern.
- Schirm: metallische Umhüllung von einzelnen Adernpaaren und/oder der Seele. Der Schirm besteht aus Metallfolie, metallisierter Kunststofffolie, Drahtgeflecht oder Kombinationen daraus.
- Kabelmantel: umgibt die Seele. Besteht meist aus Kunststoffgeflecht und glatter Hülle darüber. Verwendetes Material ist oft PVC oder halogenfreies Material wie PE oder Aramid.

Zusätzlich zu den Adernpaaren können weitere Elemente im Kabel vorhanden sein, wie z. B.:
- Beidraht: als elektrische Masseleitung.
- Fülladern: aus Kunststoff zum Ausfüllen von Hohlräumen zwischen den Paaren.
- Trennelemente: aus Kunststoff, um die Paare auseinanderzuhalten.
- Kunststofffaden: (zum Beispiel aus Nylon) zwischen Gesamtschirm und Kabelmantel, mit dem auf einfache Weise der Kabelmantel entfernt werden kann. Dazu den Faden mit einer Zange festhalten und im spitzen Winkel zurückziehen. Der Faden schneidet dabei die Umhüllung auf, diese kann nun einfach entfernt werden.

### Schirmung
Bei Verwendung ungeschirmter Kabel oder Steckverbinder besteht wegen der eingesetzten Trenntransformatoren im Signalweg zwischen den Netzgeräten keine Masseverbindung. Der Schirm begünstigt die elektromagnetische Verträglichkeit (EMV) und Abhörsicherheit; Wechselwirkungen mit anderen Geräten werden vermindert. Im Falle mehrerer Masseverbindungen zwischen den so verbundenen Geräten ist allerdings gerade durch den Schirm eine störende, gegenseitige Beeinflussung, die sog. Erdschleife, möglich. Sie entsteht durch Spannungsdifferenzen zwischen den einzelnen Geräten und verursacht Ausgleichsströme in den Masse-, Schirm- oder PE-Verbindungen, die zu Störungen führen können. Bei vielen Geräten ist die Gerätemasse mit der Gehäusemasse und die, sofern ein entsprechender Kontakt im Netzstecker vorhanden ist, auch mit der Hauserdung, dem PE-Leiter der Hausinstallation, verbunden. Hier ist dann besondere Aufmerksamkeit in Bezug auf Erdschleifen notwendig und eine ungeschirmte Leitung kann, trotz der dann stärkeren Einstrahlung der Störungen von außen, die Übertragungsqualität – sogar signifikant – verbessern.
Ein zusätzlicher Schirm stört den Schutzmechanismus des Verdrillens nicht, er bietet zusätzlich einen Schutz gegenüber Gleichtaktstörungen.
Die Schirmung dient dazu, die Immunität zu verbessern und die Störaussendung zu unterdrücken. Bei einer Verkabelungsstrecke wird der Schirm auf beiden Seiten an den jeweiligen Komponenten aufgelegt. Die entstehenden Ausgleichsströme wirken nach dem Prinzip der Lenzschen Regel dem magnetischen Feldanteil einer elektromagnetischen Welle entgegen. Ideal sind 360°-Kontaktierungen. Die Schirmwirkung einer Leitung wird als Transferimpedanz gemessen.
| Übersicht der Schirmungsarten | Übersicht der Schirmungsarten | Übersicht der Schirmungsarten | Übersicht der Schirmungsarten | Übersicht der Schirmungsarten | Übersicht der Schirmungsarten | Übersicht der Schirmungsarten | Übersicht der Schirmungsarten | Übersicht der Schirmungsarten |
| Twisted-Pair-Kabel (TP)       | Twisted-Pair-Kabel (TP)       | U/UTP                         | S/UTP                         | U/FTP                         | S/FTP                         | S/STP                         | F/FTP                         | SF/FTP                        |
| ----------------------------- | ----------------------------- | ----------------------------- | ----------------------------- | ----------------------------- | ----------------------------- | ----------------------------- | ----------------------------- | ----------------------------- |
| Gesamtschirm                  | Drahtgeflecht (S)             |                               | X                             |                               | X                             | X                             |                               | X                             |
| Gesamtschirm                  | Folie (F)                     |                               |                               |                               |                               |                               | X                             | X                             |
| Adernpaarschirm               | Drahtgeflecht (S)             |                               |                               |                               |                               | X                             |                               |                               |
| Adernpaarschirm               | Folie (F)                     |                               |                               | X                             | X                             |                               | X                             | X                             |

### Ausführungen
Twisted-Pair-Kabel gibt es unter anderem in zwei- und vierpaariger Ausführung. Für größere Installationen in Kabelschächten u. ä. werden auch Rundkabel mit 50 Paaren und mehr verwendet. Bei aktuellen Netzinstallationen werden in der Praxis ausschließlich vierpaarige Kabel verwendet. Für Installationen ab Cat 6 sind vierpaarige Kabel zwingend. Bei der Ausführung als Crosskabel sind in einem der beiden RJ45-Stecker bestimmte Kabeladern vertauscht.

### Nomenklatur

Grundsätzlicher Aufbau eines UTP-Kabels

Grundsätzlicher Aufbau eines STP-, U/FTP-, U/STP-Kabels

Grundsätzlicher Aufbau eines S/UTP-Kabels

Grundsätzlicher Aufbau eines S/FTP- bzw. F/FTP-Kabels

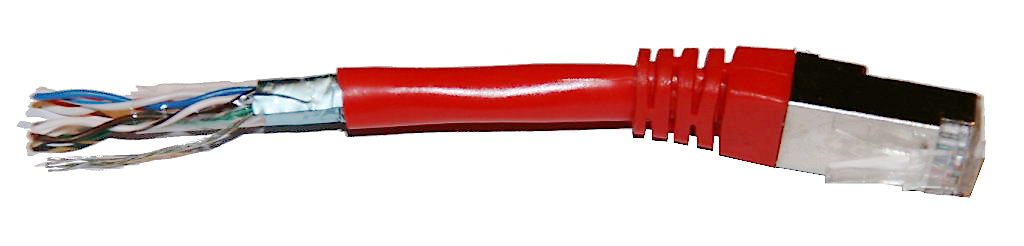
F/UTP-Kabel

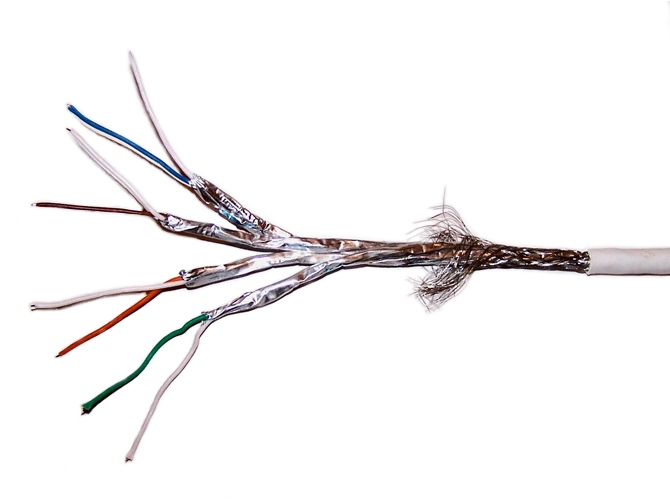
S/FTP-Kabel

Da die alten Bezeichnungen nicht einheitlich und damit oft verwirrend oder sogar widersprüchlich sind, wurde im Jahr 2002 mit der 2. Revision der ISO/IEC 11801 ein neues Bezeichnungsschema der Form XX/YZZ eingeführt.
Dabei steht:
- XX für die Gesamtschirmung:
  - U = ungeschirmt (englisch unshielded)
  - F = Folienschirm (englisch foiled)
  - S = Geflechtschirm (englisch screened)
  - SF = Geflecht- und Folienschirm
- Y steht für die Aderpaarschirmung:
  - U = ungeschirmt
  - F = Folienschirm
  - S = Geflechtschirm
- ZZ steht für:
  - TP = Twisted Pair
  - QP = Quad Pair

### UTP
Bezeichnung nach ISO/IEC 11801: U/UTP Kabel mit ungeschirmten Paaren und ohne Gesamtschirm (Unshielded Twisted Pair). Weltweit sind dies die meistverwendeten Kabel für Ethernet-LANs (mehr als 90 Prozent). Für Übertragungsverfahren bis Gigabit-Ethernet reicht ein UTP-Kabel der Kategorie 5e aus. Erst für zukünftige Techniken werden geschirmte Kabel benötigt (10-Gigabit-Ethernet), aber auch hier wird es einen Standard geben, der mit UTP-Kabeln funktioniert – auch bis zu der Standardkabellänge von 100 m.
Bis zur Kategorie 6 ist ein UTP-Kabel wegen seines geringen Außendurchmessers und der fehlenden Schirme einfach zu verarbeiten und in der Regel preisgünstiger als STP-Kabeltypen. Dem entgegen steht jedoch, dass gegenüber stromführenden Komponenten und Kabeln deutlich höhere Abstände eingehalten werden müssen, als das bei geschirmten Kabeln notwendig wäre.
Ab Kategorie 6A (10-Gigabit-Ethernet) werden in UTP-Kabeln künstlich Asymmetrien aufgebaut, um Fremdübersprech-Problemen (Alien NEXT) bei parallel geführten Leitern entgegenzuwirken. Bedingt durch diesen Umstand ist der Außendurchmesser gestiegen und in der Regel sogar größer als bei S/FTP-Kabeln der Kategorie 7 und höher.

### STP
Veraltete allgemeine Bezeichnung für Kabel mit Schirmung (Shielded Twisted Pair, auch Twisted Pair Shielded - TPS), ohne auf die Art der Schirmung einzugehen (Drahtgeflecht/Folie); zudem auch ungenaue und veraltete Bezeichnung für Kabel mit Drahtgeflechtschirmung, ohne näher darauf einzugehen, ob die Schirmung die einzelnen Paare oder die Gesamtschirmung betrifft.
Im Weiteren auch Teil der Bezeichnung für Kabel mit Drahtgeflecht als Paarschirm:
- S/STP = screened shielded twisted pair (mit Drahtgeflecht als Paarschirm und als Gesamtschirm)
- F/STP = foiled shielded twisted pair (mit Drahtgeflecht als Paarschirm und Folie als Gesamtschirm)

#### FTP
Ungenaue und veraltete Bezeichnung für Kabel mit Folienschirmung, ohne näher darauf einzugehen, ob die Schirmung die einzelnen Paare oder die Gesamtschirmung betrifft.
Neue Bezeichnung nach ISO/IEC-11801 (2002)E: F/UTP
Die Adernpaare sind mit einem metallischen Schirm (meist eine aluminiumkaschierte Kunststofffolie) umgeben (Foiled Twisted Pair). Bei Schirmung jeweils eines Paares spricht man auch von PiMF (Paar in Metallfolie); umfasst der Schirm zwei Paare, so wird das auch als ViMF (Vierer in Metallfolie) bezeichnet. Die aktuelle Version der EN50173–1 bezeichnet diese Kabel mit FTP. Bis zur Kategorie 6 galt typischerweise, dass durch diese zusätzliche Schirmung das FTP-Kabel einen geringfügig größeren Außendurchmesser als UTP-Kabel hatte und etwas größere Biegeradien aufwies (Siehe Hinweise ab Kategorie 6A bei UTP-Kabeln). Jedoch sind FTP-Kabel hinsichtlich Alien-Next-Effekten und gegenüber Querdruck in der Regel unempfindlicher und effizienter als UTP-Kabel. Das Übersprechen zwischen den einzelnen Adernpaaren kann durch die Schirmung ebenfalls verringert werden (siehe auch Elektromagnetische Verträglichkeit).

#### S/UTP, F/UTP oder SF/UTP
Neue Bezeichnung nach ISO/IEC-11801 (2002)E: S/UTP (Geflecht), F/UTP (Folie), SF/UTP (Geflecht+Folie)
Aufbau wie bei UTP, jedoch mit zusätzlicher metallischer Schirmung um die Leiterbündel (Screened Unshielded Twisted Pair). Der Gesamtschirm kann als Folie oder als Drahtgeflecht oder aus beidem gemeinsam ausgeführt sein. Gemäß aktueller EN50173 werden diese Kabel mit einem F für einen Folienschirm bezeichnet, ein S steht für einen Kupfergeflechtsschirm, ein SF steht für einen Gesamtschirm aus Folie und Geflecht.

#### S/FTP, F/FTP oder SF/FTP
Neue Bezeichnung nach ISO/IEC-11801 (2002)E: S/FTP (Geflecht), F/FTP (Folie), SF/FTP (Geflecht+Folie)
Aufbau wie bei FTP, jedoch mit zusätzlicher metallischer Gesamtschirmung um die Leiterbündel (Screened Foiled Twisted Pair). Der Gesamtschirm kann als Folie oder als Drahtgeflecht oder aus beidem zusammen ausgeführt sein. Gemäß aktueller EN50173 werden diese Kabel mit einem F für einen Folienschirm bezeichnet, ein S steht für einen Kupfergeflechtschirm, ein SF steht für einen Gesamtschirm aus Folie und Geflecht. Der Bedeckungsgrad des Geflechts sollte über 30 % liegen, um gegenüber niederfrequenten Feldern eine hinreichende Abschirmung zu erzielen.

#### ITP
Eine industrielle Kabelvariante (Industrial Twisted Pair) mit S/STP-Kabelaufbau. Während typische Netzwerk- oder Patchkabel vier Aderpaare aufweisen, beschränkt sich ITP auf lediglich zwei Aderpaare.

#### WARP-Technik
Ein Kabelaufbau für 10-Gbit/s-Ethernet, mit dem ebenfalls Leitungslängen über 100 m erreicht wurden, hat das Schweizer Unternehmen R&M (Reichle & De-Massari) auf den Markt gebracht. Vorteile geschirmter und ungeschirmter Kabel sind kombiniert. WARP steht für „Wave Reduction Patterns“ – die Adernpaare sind mit etwa 1…2 cm langen Metallfoliensegmenten geschirmt. Anders als bei konventionellen Schirmungen sind die Foliensegmente elektrisch nicht miteinander verbunden und liegen nicht auf Erdpotenzial, sind also potentialfrei. Die Schirmung bietet maßgeblich verbesserten Schutz gegen Nahübersprechen (alien crosstalk (AXT)).
Die unterbrochene Schirmung verbessert das Übersprechverhalten symmetrischer Signalübertragung eines verdrillten Adernpaares zusätzlich, ohne angeschlossen bzw. geerdet werden zu müssen. Auf einen mitgeführten Blankdraht kann verzichtet werden. Die radiale Wärmeableitung ist dennoch besser als bei ungeschirmtem Kabel, was bei Power over Ethernet wichtig ist.

## Kategorien
Die Leistungsfähigkeit einer Übertragungsstrecke, bestehend aus Leitung, Stecker und weiteren Netzwerkkomponenten, wird nach der ISO/IEC 11801 bzw. der EN 50173 in Klassen, die einer Einzelkomponente in Kategorien eingestuft. Die Kategorien/Klassen sind abwärtskompatibel, das bedeutet, dass höhere Kategorien/Klassen automatisch die darunterliegenden mit abdecken. Dabei definiert sich die Klasse der Übertragungsstrecke durch die Komponente mit der geringsten Kategorie. Die Zusammenschaltung von z. B. einem Kategorie-5-Kabel mit Kategorie-6-Anschlusskomponenten reduziert die Klasse von theoretisch E auf D. Die Kategorien 1 und 2 sind nur informell definiert; die Kategorien 3 und 4 sind kommerziell nicht mehr relevant (in Altinstallationen aber weiter anzutreffen).
Im Folgenden finden sich die definierten Kategorien:

### Kategorie1
Die Kategorie-1 oder Cat-1 entspricht der niedrigsten Stufe der ungeschirmten Twisted-Pair-Verkabelung (UTP). Sie ist aufgrund ihrer elektrischen Eigenschaften auf maximale Betriebsfrequenzen bis einige hundert Kilohertz ausgelegt und damit für Ethernet-Datenübertragung ungeeignet. Sie wird zur Sprachübertragung, zum Beispiel bei Telefonanwendungen, verwendet. Sie ist keine von der TIA/EIA offiziell festgelegte Kategorie, gilt jedoch als die gängige Bezeichnung für Kabel der Stufe 1, die ursprünglich von Anixter International, dem Vertriebsunternehmen, definiert wurde.

### Kategorie2
Die Kategorie-2 oder Cat-2 ist für maximale Frequenzen bis 1 oder 4 MHz geeignet; sie werden zum Beispiel für eine Hausverkabelung beim ISDN-Primärmultiplexanschluss verwendet. Auch bei ihr handelt es sich nicht um eine von der TIA/EIA festgelegte Kategorie.

### Kategorie3
Die Kategorie-3 oder Cat-3 umfasst nicht abgeschirmte Twisted-Pair-Kabel, die auf maximale Betriebsfrequenzen von 16 MHz ausgelegt sind. Es ist ein häufig in den USA verlegter Typ. In Amerika war Cat 3 für lange Zeit der Standardkabeltyp bei allen Telefon-Verkabelungen. Cat-3-Kabel haben eine Schlaglänge von drei Umdrehungen pro Fuß für jedes verdrillte Paar von Kupferleitern. Eine andere Eigenschaft ist, dass die Leitungen mit Kunststoff (Perfluor, FEP) isoliert werden.
Die Kabel sind ISDN-tauglich. 10-Mbit/s-Ethernet (10BASE-T) kann problemlos auf Cat-3-Kabeln betrieben werden, zusätzlich wurde der 100BASE-T4-Standard entwickelt. Er ermöglicht 100 Mbit/s auf bestehenden Kategorie 3-Installationen, wobei vier Adernpaare verwendet werden. 100BASE-T4 hat außerhalb von Nordamerika praktisch keine Verbreitung.

### Kategorie4
Über Kategorie-4 oder Cat-4-Kabel sind ein hauptsächlich in den USA für Token-Ring-Netzwerke und im Telefonbereich verlegter Typ von UTP-Kabel (Unshielded Twisted Pair). Sie zeigen gegenüber den Kabeln der Kategorie 3 nur eine leicht verbesserte Bandbreite (20 MHz anstelle von 16 MHz) und wurde im Allgemeinen zugunsten von Cat 5 ignoriert. Heute haben sie so gut wie keine Bedeutung mehr, da sie für aktuelle Netzwerktechniken aufgrund ihrer begrenzten Betriebsfrequenz nicht geeignet sind. In den aktuellen TIA/EIA-568 Standards ist die Kategorie 4 nicht definiert. Ebenso ist ihr nach DIN EN 50173 keine eigene Klasse zugeordnet.

### Kategorie5/5e

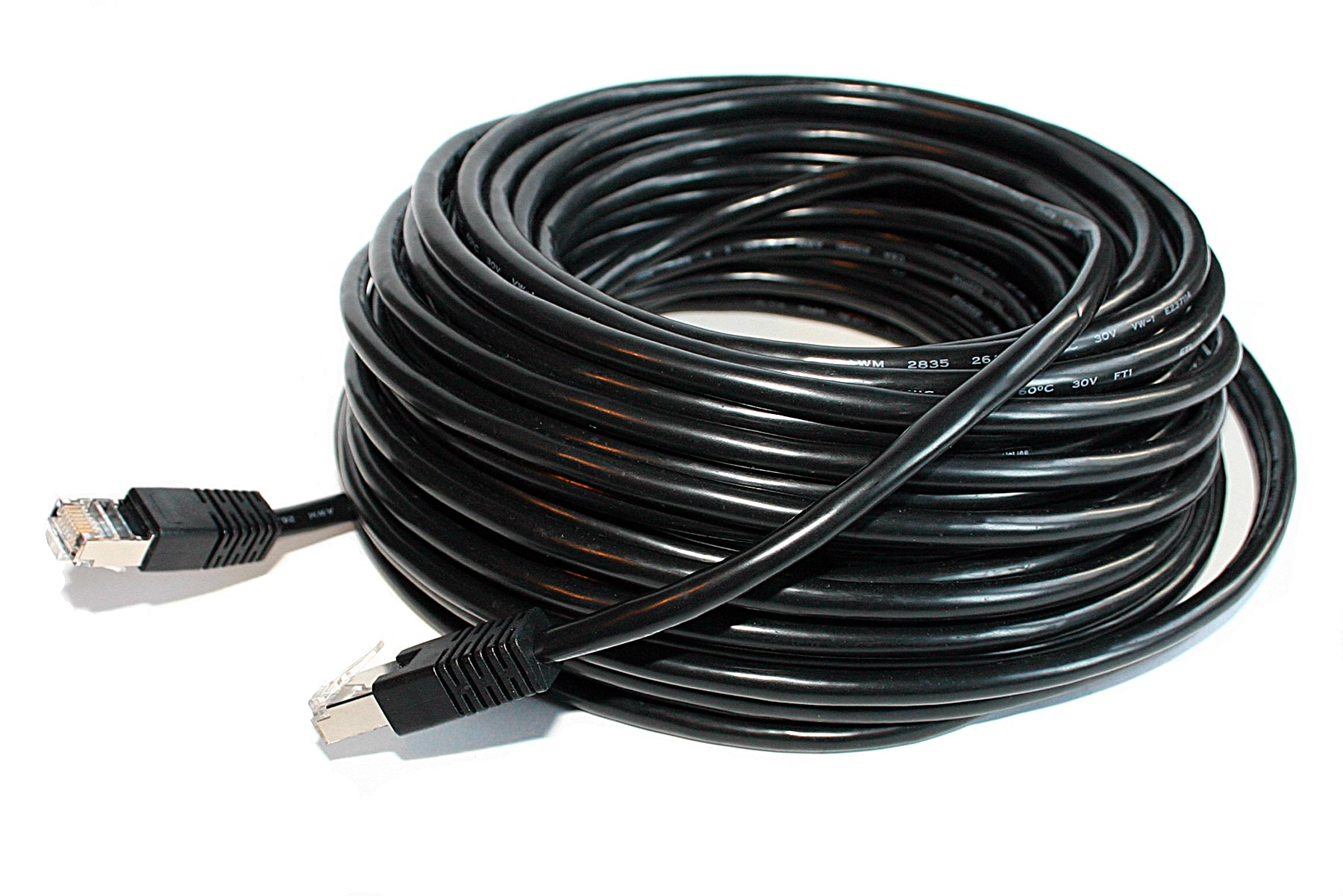
20-m-Patchkabel

Kategorie-5- oder Cat-5-Kabel sind für Betriebsfrequenzen bis 100 MHz bestimmt.
Die Einführung von 1000BASE-T (Gigabit-Ethernet) und die damit verbundene Signalübertragung über alle vier Adernpaare, statt wie bisher bei 10BASE-T und 100BASE-TX nur über zwei Paare, machte es erforderlich, dass zusätzliche Werte wie PS NEXT  etc. berücksichtigt werden. Bis zur Überarbeitung der Normen ISO/IEC 11801 und EN 50173 wurden Komponenten, die die neuen Anforderungen erfüllten und damit Gigabit-Ethernet tauglich waren, als Cat 5e gekennzeichnet. Diese sind abwärtskompatibel zu herkömmlichen Cat-5-Kabeln. Mit der Neufassung der Normen ISO/IEC 11801 und EN 50173 2002/2003 verschwand die Bezeichnung Cat 5e und wird seitdem wieder nur Cat 5 genannt. Cat-5-Kabel werden häufig für die strukturierte Verkabelung von Rechnernetzen verwendet, z. B. für Fast- oder Gigabit-Ethernet. Zur Verwendung als Patchkabel oder Anschlusskabel sind sie an ihren Enden mit RJ45-Steckern versehen. Im Gegensatz zu Kabeln der Kategorie 1 oder Kategorie 2 sind Kategorie-5-Kabel im EIA/TIA-568-Standard definiert (dort noch als 5e deklariert).
Vor 2002 errichtete Cat-5-Verkabelungen sind nicht unbedingt Gigabit-Ethernet-tauglich. Auch sind die Eigenschaften von mit „Cat 5“ bezeichneten Kabeln nicht zu ermitteln, wenn das Herstellungsdatum nicht bekannt ist.

### Kategorie6/6a/6e
Das Kategorie-6- oder Cat-6-Kabel wird durch die EN 50288 definiert. Cat-6-Kabel sind für Betriebsfrequenzen bis 250 MHz bestimmt. Bei größeren Längen leidet die Übertragungsgeschwindigkeit, geringe Überlängen sind aber je nach Außeneinflüssen unbedenklich. Sicherheit gibt letztlich die Überprüfung mit einem entsprechenden Testgerät, das die Einhaltung der Grenzwerte der aktuellen EN50173-1, IS 11801, beziehungsweise der EIA/TIA 568B2.1, verifiziert.
Anwendungsfelder für Cat 6 sind Sprach- und Datenübertragung sowie Multimedia und ATM-Netze. Leistungsfähiger sind Kabel nach Cat 6A (500 MHz) nach EIA/TIA 568B2.1 Anhang 10d. In der Normierungsphase von 10GBASE-T war eine neue Cat-6-Spezifikation mit einer Bandbreite von 625 MHz geplant, da es einen Übertragungsmodus von 10GBASE-T (IEEE 802.3an, verabschiedet 2006) gibt, der das unterstützt. Dieser wird aber derzeit nicht weiter verfolgt, da er gegenüber Cat 6a neue Steckertypen erforderlich gemacht hätte. In einigen Publikationen und Verkaufskatalogen finden sich die Begriffe Cat 6 enhanced oder Cat 6e, dabei handelt es sich jedoch nicht um eine Norm; häufig soll damit einem Produkt eine Tauglichkeit für 10GBASE-T über mindestens 55 m zugesichert werden.

#### Kategorie6A/6A

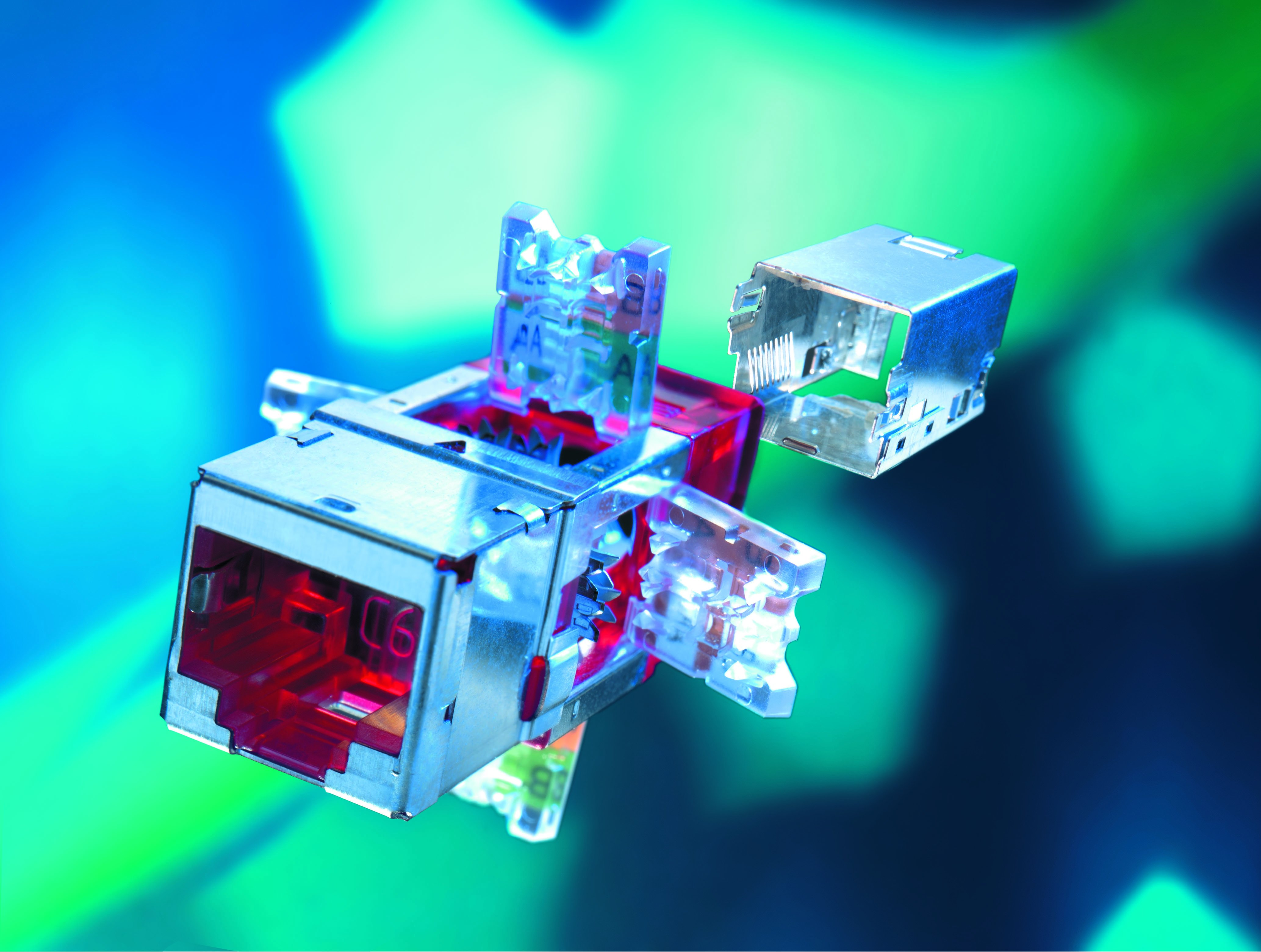
Cat 6_{A}-Modul

Category 6 augmented (Cat 6A bzw. Cat 6A) ist ein Standard, der aus dem erhöhten Bandbreitenbedarf von 10-Gigabit-Ethernet (10GBASE-T) resultiert, für Übertragungsfrequenzen bis 500 MHz und Strecken bis 100 m ausgelegt sowie abwärtskompatibel zu bestehenden Kategorien ist. Cat 6A wurde vom internationalen Normierungsgremium ISO/IEC (International Organization for Standardization/International Electrotechnical Commission) und Cat 6A vom US-amerikanischen EIA/TIA (Electronic Industries Alliance/Telecommunications Industry Association) festgelegt.
Die Cat 6 augmented fordert höhere technische Bedingungen für die Unterbindung von Nebensignaleffekten und Rauschen. Die Bezeichnung Kategorie 6A oder Cat 6A gemäß der internationalen Norm ISO/IEC 11801 bezeichnet immer eine Komponente und nicht die ganze Übertragungsstrecke (Channel), während Cat 6A sowohl Komponente als auch Channel bezeichnen kann.
Was die Anforderungen an die Übertragungsstrecke (Channel) für 10-Gigabit-Ethernet betrifft, gibt es in Europa zwei gültige Normen: einerseits den Standard IEEE 802.3an der IEEE (Institute of Electrical and Electronics Engineers), andererseits die Class EA der ISO/IEC. Der Standard des IEEE reicht aber nicht aus, um die nötigen Anforderungen an die Verkabelungs-Infrastruktur vollständig zu beschreiben, da er weniger Kriterien definiert als die Norm des ISO/IEC. Daher kann für einen Vergleich zwischen den beiden Varianten von Category 6 augmented nur die Norm des ISO/IEC als Gegenstück zu jener der EIA/TIA herangezogen werden.
In der amerikanischen Norm EIA/TIA 568 ist der Standard für die Komponente nach Cat 6A sowie der Übertragungsstrecke nach Cat 6A bereits seit Anfang 2008 verabschiedet, weist jedoch gegenüber der weltweiten ISO/IEC 11801 geringere Anforderungen an das Leistungsvermögen auf. Will man die höchste Leistungsreserve für Channel und Komponenten sicherstellen, sind die ISO/IEC-Normen anzuwenden (Class EA für Channel, Cat 6A für Komponenten).
Die Anforderungen an die Komponente nach ISO/IEC–Kategorie 6A wurden im Jahr 2010 innerhalb der Arbeitsgruppe der ISO/IEC 11801 im Anhang 2 (Amendment 2) veröffentlicht. Zur Abgrenzung vom leistungsschwächeren EIA/TIA-568B-Standard wird in der ISO/IEC die Übertragungsstrecke statt Cat 6A Klasse EA genannt und die Komponente durch ein tiefgestelltes A gekennzeichnet – also Komponente nach Kategorie 6A.
Da die Bezeichnung Cat 6a nicht geschützt ist, kann sie auch innerhalb von Produktbezeichnungen verwendet werden. Gleiches galt schon für Cat 6e oder Cat 7e. Wenn das „a“ klein geschrieben ist, deutet das auf keine offizielle Norm hin. Das groß geschriebene, gleichzeilige „A“ bezeichnet die US-amerikanische Norm mit den geringeren Anforderungen, das groß geschriebene, tiefgestellte „A“ die strengere europäische Norm. Ob es sich tatsächlich um eine Komponente der Kategorie 6 augmented handelt, kann zum Beispiel ein unabhängiges Prüfinstitut mit der Messmethode direct probing bzw. re-embedded nach den Grenzwerten der jeweiligen Standards, wie EIA/TIA oder ISO11801:2002-Amd2 (Draft s. o.) sicherstellen. Ein entsprechendes Prüfzertifikat gibt dem Anwender die Sicherheit, dass er tatsächlich eine Komponente der Kategorie 6 augmented erhält. Bemerkbar macht sich die geringere Leistungsfähigkeit weniger bei langen Strecken, wie sie oftmals in Link-Zertifikaten verwendet werden, sondern vielmehr bei kurzen Strecken bis 15 m, da die kompensierende Wirkung des Kabels hier nicht wirklich zum Tragen kommt. Bei Link-Längen größer als 15 m kann das auch der Fall sein, wenn z. B. statt eines Kategorie 7-Kabels nur ein Kabel der Kategorie 6A verwendet wird.
Mit einer Übertragungsstrecke der Klasse EA, basierend auf durchgängig nach ISO/IEC geprüften Kategorie 6A-Komponenten erreicht man eine einheitliche, durchgängige Leistungsfähigkeit der gesamten Verkabelungsstrecke und besseren Schutz für die Signalübertragung bis 500 MHz, die bei 10-Gigabit-Ethernet zum Einsatz kommt. Der ISO/IEC-Standard (Komponenten: Cat 6A, Channel: Class EA) bietet dem Anwender somit mehr Reserven und höhere Betriebssicherheit.

### Kategorie7/7A
Kategorie 7 (Klasse F) ermöglicht Betriebsfrequenzen bis 600 MHz, Kategorie 7A (Klasse FA) bis 1000 MHz.
Cat-7-Kabel haben vier einzeln abgeschirmte Adernpaare (Screened/Foiled shielded Twisted Pair S/FTP) innerhalb eines gemeinsamen Schirms. Ein Cat-7-Kabel erfüllt die Anforderungen der Norm IEEE 802.3an und ist damit für 10-Gigabit-Ethernet geeignet.

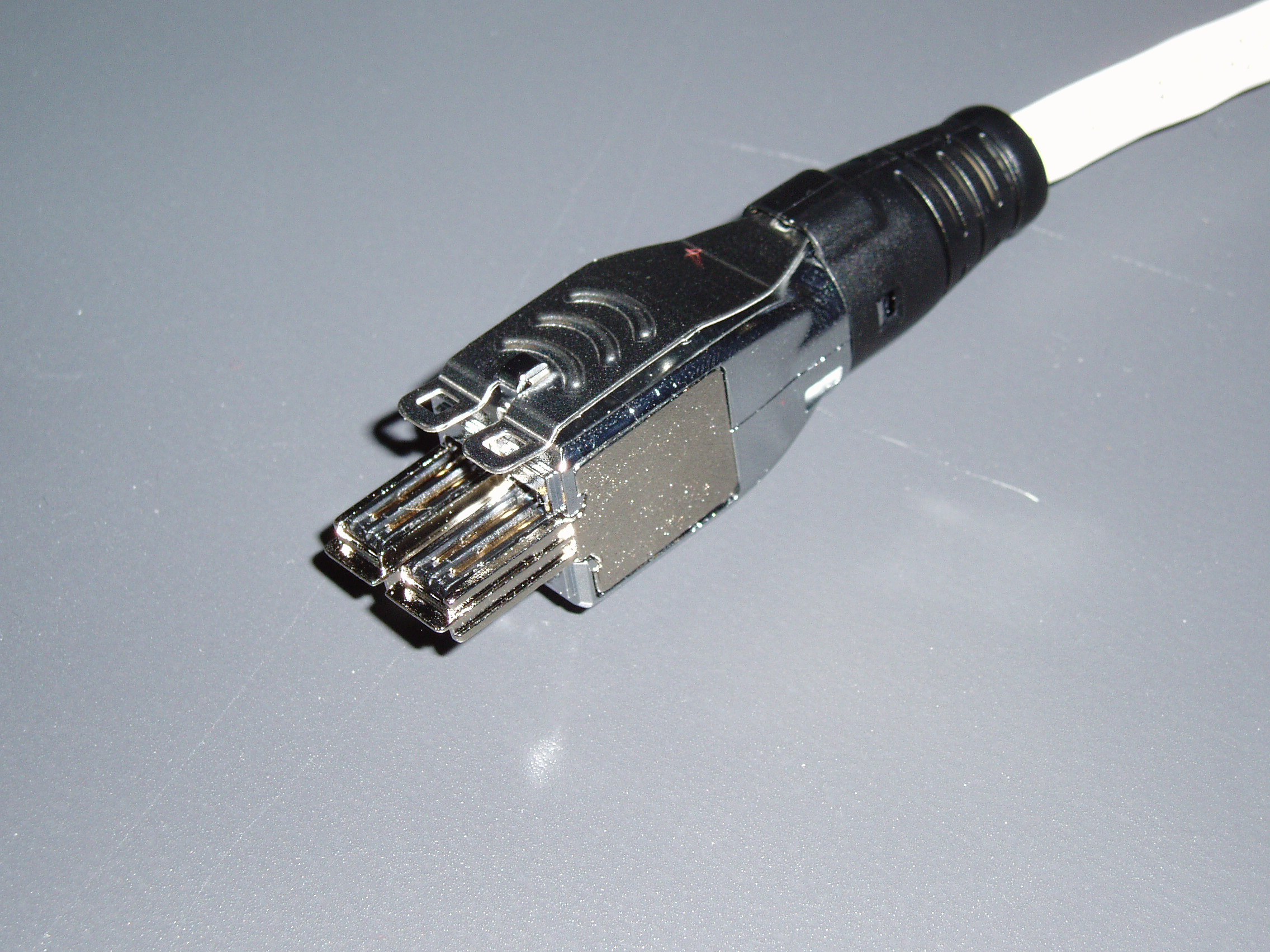
Beispiel Cat-7-Stecker vom Typ TERA

Als man im Jahr 2002 den Cat-7-Standard verfasste, um 10-Gigabit-Ethernet über 100 m zu ermöglichen, ging man davon aus, dass eine Betriebsfrequenz von 600 MHz notwendig sei. Da der RJ-45-Stecker diese Spezifikationen aufgrund der engen Kontaktanordnung nicht erfüllen kann, wurden neue Steckverbindungen konzipiert, die im Wesentlichen den Abstand zwischen den Adernpaaren vergrößern.
Während der Normierungsphase zur ISO/IEC11802:2002 und EN50173 wurden verschiedene Steckertypen zur Wahl gestellt.
Die Entscheidung fiel auf zwei unterschiedliche Stecker-/Buchsentypen, die heute als einzige zugelassene Kategorie 7/7A-Anschlusskomponenten definiert sind.
- Nexans GG45 (laut Norm aufgrund seiner Abwärtskompatibilität zu RJ-45 bei Officeverkabelungen zu bevorzugen)
- Siemon TERA (laut Norm für multimediale Applikationen zu bevorzugen)

Nicht genormt wurden die Komponenten
- MMC 3000pro

Auf dem Markt setzten sich diese Steckertypen allerdings nicht durch, da RJ-45 für den im Jahr 2006 verabschiedeten 10GBASE-T-Standard genauso ausreichend war wie die Leitungen der Kategorie 6A, so dass die heute gängigen 10GBASE-T-Endgeräte auf RJ-45 basieren. Die dazu häufig genutzte Netzwerkverkabelung, bestehend aus Cat-7-Leitung und Cat-6-Netzwerkdosen/-Patchpanels, erfüllt damit zwar den Geschwindigkeitsstandard, aber bezogen auf die Betriebsfrequenz sinkt die Leistungsfähigkeit der gesamten Netzwerkstrecke ungeachtet der „guten“ Cat-7-Leitung auf Klasse E- oder EA-Niveau (Cat 6).
Erst mit dem geplanten Kategorie 8.2-Standard und mehr als 40 Gbit/s Datenübertragungsrate könnten die neuen Steckertypen relevant werden.

### Kategorie8, 8.1 und 8.2
Eine Verkabelung nach Kategorie 8 (Klasse G) wurde im November 2016 im Standard ANSI/TIA-568-C.2-1 verabschiedet. Cat-8-Kabel sind die Kabel mit der höchsten Übertragungskapazität, welche bis jetzt auf dem Markt zu finden sind.
Cat-8-Kabel sind vierpaarige, geschirmte, symmetrische Kupferkabel, welche für 40-Gigabit-Ethernet (40GBASE-T) geeignet wären. Ungeschirmte Kabel sind für diese Bandbreite nicht mehr geeignet. Es wird dabei mehrere Cat-8-Standards geben, wobei der ANSI EIA/TIA Standard auf optimierte Cat-6A-Kabel (F/UTP) und Komponenten aufbaut und der ISO/IEC Standard auf optimierte Cat-7A-Kabel (S/FTP) und -Komponenten. Aufgrund der daraus resultierenden Unterschiede wird zukünftig in Cat 8 (ANSI/TIA), Cat 8.1 (ISO/IEC) und Cat 8.2 (ISO/IEC) unterschieden, wobei Cat 8.1 dem ANSI/TIA Standard von Cat 8 ungefähr gleichzusetzen ist.
Kupfer bringt gegenüber Lichtwellenleitern (LWL) die signifikanten Vorteile mit sich, dass einerseits die Gesamtkosten geringer ausfallen, andererseits die Handhabung einfacher ist, und zudem die PoE-Fähigkeit (Power over Ethernet) gegeben ist. Die Bandbreite der Cat-8-Kabel wird zwischen 1600 und 2000 MHz prognostiziert.
Cat 8 (ANSI/TIA) und Cat 8.1 (ISO/IEC) setzen auf den bewährten RJ-45-Stecker zur Übertragung von zukünftig „Klasse I“. Diese haben jedoch erhöhte Anforderungen an die Kompensation und stellen die Entwickler vor noch zu lösende Herausforderungen. Generell wird die maximale Linklänge für „Klasse I“ im Channel, laut den Vorgaben der IEEE, auf 30 m begrenzt. Aufgrund der bereits in Deutschland üblichen Verwendung von S/FTP-Kabeln und nicht RJ-45-Komponenten für die Klassen F und FA bzw. Frequenzen größer als 500 MHz hat die VDE bereits eine Anwendungsregel im Sinne von VDE 0022 beschlossen und sich für die Verwendung der Kategorie 8.2 ausgesprochen. Allerdings wurde die Anwendungsregel des VDE zurückgezogen.

## Verbreitete Twisted-Pair-Kabeltypen (Übersicht)

Visualisierung von Cat 3 bis Cat 6A

| Kate- gorie | Klas- se | Typ   | Band- breite (MHz) | Daten- rate (Mbit/s) | Anwendungen                               | Anmerkungen | Norm                                   |
| ----------- | -------- | ----- | ------------------ | -------------------- | ----------------------------------------- | --- | -------------------------------------- |
| Cat 1       | A        | UTP   | 0,1                | 1                    | Telefon- und Modem-Leitungen              | nicht für aktuelle Systeme geeignet                                                                                                | in keiner EIA/TIA-Empfehlungen erwähnt |
| Cat 2       | B        | UTP   | 1                  | 4                    | alte Terminalsysteme, z. B. IBM 3270      | nicht für aktuelle Systeme geeignet                                                                                                | in keiner EIA/TIA-Empfehlungen erwähnt |
| Cat 3       | C        | UTP   | 16                 | 10                   | 10BASE-T und 100BASE-T4                   | nicht geeignet für Geschwindigkeiten über 16 Mbit/s. Heute vor allem als Telefonkabel eingesetzt. Mindestanforderung für DSL-Kabel | in EIA/TIA-568 beschrieben             |
| Cat 4       |          | UTP   | 20                 | 16                   | 16-Mbit/s-Token Ring                      | kaum noch eingesetzt |                                        |
| Cat 5       | D        | UTP   | 100                | 100                  | 100BASE-TX                                | viele Bestandsverkabelungen |                                        |
| Cat 5e      | D        | UTP   | 100                | 1 000 (5 000)        | 1000BASE-T, 2.5GBASE-T und 5GBASE-T@< 75m | verbessertes Cat 5, fast baugleich, aber verringertes Übersprechen; lange Zeit das Standard-Verlegekabel                           |                                        |
| Cat 6       | E        | UTP   | 250                | 1 000 (10 000)       | 5GBASE-T und 10GBASE-T@< 55m              | weit verbreitet | SFS-EN 50173-1                         |
| Cat 6A      | EA       | STP   | 500                | 10 000               | 10GBASE-T                                 | Die amerikanische Norm Cat 6A ist weniger streng als die europäische Norm Cat 6A. Cat 6a ist keine offizielle Norm.                | ISO/IEC 11801:2002, Amendment 2        |
| Cat 7       | F        | S/FTP | 600                | 10 000               | CCTV                                      | vier jeweils einzeln abgeschirmte Adernpaare (Screened/Foiled shielded Twisted Pair S/FTP) innerhalb eines gemeinsamen Schirms     | ISO/IEC 11801, 2. Ausgabe              |
| Cat 7a      | FA       | S/FTP | 1 000              | 10 000               |                                           | vier jeweils einzeln abgeschirmte Adernpaare (Screened/Foiled shielded Twisted Pair S/FTP) innerhalb eines gemeinsamen Schirms     | ISO/IEC 11801, 2. Ausgabe, Ergz. 2     |
| Cat 8.1/8.2 | I/II     | S/FTP | 2 000              | 40 000               | 25GBASE-T und 40GBASE-T                   | vier jeweils einzeln abgeschirmte Adernpaare (Screened/Foiled shielded Twisted Pair S/FTP) innerhalb eines gemeinsamen Schirms     | ISO/IEC 11801, 3. Ausgabe              |

Die Kategorien entsprechen EIA/TIA-568A-5 (ohne Cat 7), Klassen sind in ISO/IEC 11801:2002 oder EN 50173-1:2002 definiert.

## Zertifizierung
Damit ein Kabel gemäß einer der vorgenannten Kategorien zertifiziert werden kann, muss es bestimmte Anforderungen erfüllen. Beispielsweise müssen für ein Cat 6-Zertifikat die folgenden Punkte vollständig erfüllt sein:
| Wiremap           | Kontrolle der korrekten Verdrahtung                                                                          |
| Wellenimpedanz    | Wellenimpedanz des Kabels                                                                                    |
| Dämpfung          | Verringerung der Amplitude                                                                                   |
| Länge             | Länge der Übertragungsstrecke                                                                                |
| DC-Widerstand     | Ohmscher Widerstand                                                                                          |
| NEXT              | (near end crosstalk) Nahübersprechen                                                                         |
| FEXT              | (far end crosstalk) Fernübersprechen                                                                         |
| ELFEXT            | (equal level far end crosstalk) Verhältnis des übersprechenden Ausgangspegels zum eigentlichen Ausgangspegel |
| ACR               | (Attenuation To Crosstalk Ratio) Dämpfung-Übersprech-Verhältnis                                              |
| powersum NEXT     | Leistungssumme des Nahübersprechens                                                                          |
| powersum ELFEXT   | Leistungssumme der elektromagnetische Koppelung am entfernten Kabelende                                      |
| powersum ACR      | Leistungssumme des Dämpfung-Übersprech-Verhältnis                                                            |
| Return Loss       | Rückflussdämpfung, Reflexionsdämpfung                                                                        |
| NVP               | (nominal velocity of propagation) verzögerte Signallaufzeit gegenüber der Lichtgeschwindigkeit im Vakuum     |
| Propagation Delay | Signallaufzeit, Gruppenlaufzeit                                                                              |
| Delay Skew        | Signallaufzeitunterschied auf verschiedenen Aderpaaren                                                       |

## Messtechnik
Zur Messung des Übertragungsverhaltens werden Netzwerkanalysatoren aus der Hochfrequenztechnik eingesetzt. Zur Messung von Twisted-Pair-Leitungen, welche differentielle Leitungssysteme darstellen, werden die M-Parameter erfasst, welche sich bei dem linearen Kabelsystemen in die S-Parameter umrechnen lassen. Aus diesen Parametern lassen sich unter anderem die Übertragungsfunktion, Reflexionsfaktor und die Modekonversion der Gleich- und Gegentaktwellen unmittelbar darstellen. Ebenfalls wird die Gruppenlaufzeit und die damit verbundenen Verzerrungen aus diesen Messungen messtechnisch erfasst.